# Młyn w Kobielach Wielkich
Młyn w Kobielach Wielkich – młyn motorowy zbożowy wybudowany w 1924 r. w Kobielach Wielkich, w powiecie radomszczańskim w województwie łódzkim, od 2004 r. siedziba Gminnego Ośrodka Kultury i Sportu w Kobielach Wielkich.

## Historia
Młyn wybudowano w 1924 w miejscu dawnej psiarni, z wykorzystaniem istniejącej już zabudowy, z inicjatywy właścicielki majątku Kobiele Wielkie: Izabelli Sobańskiej i jej męża, Jana. Dawny, jednopiętrowy budynek został zaadaptowany na potrzeby magazynu i biur. Dobudowany do niego w 1924 r. budynek młyna (murowany, dwupiętrowy, z dachem dwuspadowym krytym papą) stanowił część produkcyjną. Młyn napędzany był silnikiem spalinowym o mocy 40 KM. Był wyposażony w 3 pary walców, perlak, jagielnik oraz maszynę czyszcząca szmerglową. Jego moc przemiałowa w okresie międzywojennym szacowana była na 6 t zboża na dobę. W okresie PRL został upaństwowiony i stanowił własność Gromadzkiej Rady Narodowej. Również w tym okresie został zelektryfikowany (1954) oraz wyposażony w dodatkowe pary walców. W latach 90. XX w. był wciąż czynny i wytwarzał śrutę. W latach 2003-2004 budynek został zmodernizowany i zaadaptowany na potrzeby Gminnego Ośrodka Kultury i Sportu w Kobielach Wielkich.